# Carver Europe
Carver Europe – holenderski producent trójkołowych samochodów elektrycznych z siedzibą w Leeuwarden działający w latach 2018–2024.

## Historia
Pomysłodawcą i wieloletnim producentem samochodów marki Carver latach 1994–2009 było przedsiębiorstwo Vanderhall, następnie nazywające się Carver Engineering, którego produktem był charakterystyczny trójkołowy Carver One. Z powodu relatywnie wysokiej ceny i kilkukrotnie niższego niż założenia popytu, firma ogłosiła bankructwo w 2009 roku. 9 lat później dawni inicjatorzy projektu Carver ponownie utworzyli firmę o takiej nazwie z siedzibą we fryzyjskim Leeuwarden, powracając na rynek z nową generacją trójkołowego samochodu. Finansowanie działalności firmy możliwe było dzięki zawarciu współpracy z holenderskim producentem rowerów Accell Group, który zawarł strategiczną współpracę i wsparcie technologiczne ogłoszone w kwietniu 2018 roku.
Carver Europe rozpoczął we wrześniu 2019 roku sprzedaż nawiązującej kształtem nadwozia i koncepcją przechylającego się przedniego modułu dwumiejscowego modelu Carver EV o napędzie tym razem w pełni elektrycznym. Półtora roku później, w marcu 2021 roku, ofertę poszerzyła także użytkowa odmiana wyposażona w foremną przestrzeń transportową o nazwie Carver Cargo, którą skierowano do np. kurierów. W lipcu 2024 firma ogłosiła bankructwo i ponownie zniknęła z rynku.

## Modele samochodów

### Historyczne
- EV (2019–2024)
- Cargo (2019–2024)